# Солунська болгарська жіноча гімназія
Солунська болгарська жіноча гімназія „Святе Благовіщення“ — перша болгарська гімназія у Македонії. Школа була заснована восени 1880 р. в Салоніках, де проіснувала до 1913 р. Гімназію підтримував Болгарський екзархат і болгарська громада в Салоніках.

## Історія

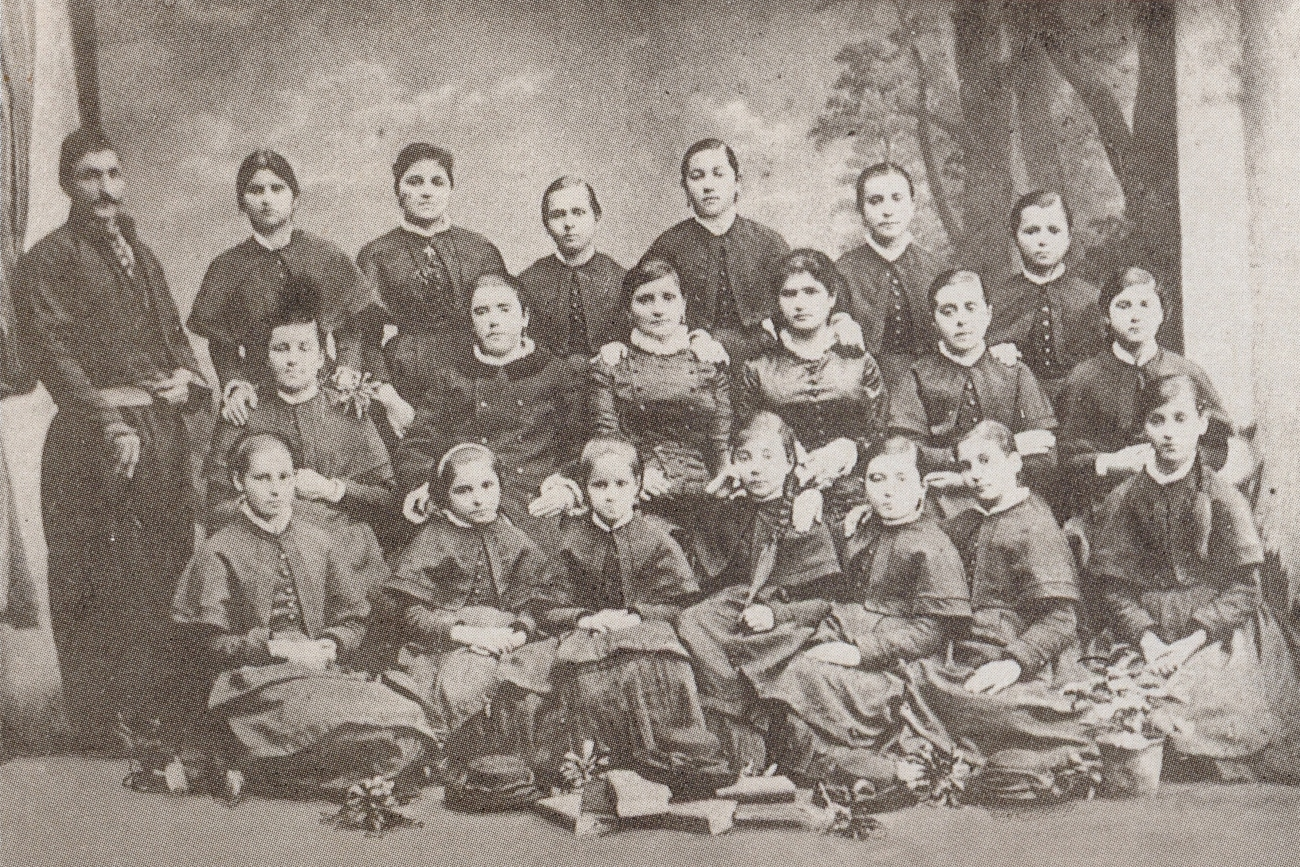
Викладачки та студентки Солунської болгарської жіночої гімназії у 1882–1883 навчальному році: Марія Константинова – перша, з с. Гайтаніново, Серско; Боянка Міладінова зі Струги; Кіпра Сарафова з с. Лібяхово, Серско; Луїза Парлічева з Охрида; Катерина Стрезова з Охрида; Марія Константинова – друга, з с. Плевня, Драмско; Христина Стрезова з Охрида. В другому ряду, в середині, головна вчителька Царевна Міладінова; Праворуч – освітянка Фанія Димитрова з Охрида і студентка Катерина Сарафова з с. Лібяхаво, Серско; ліворуч від головного вчителя Міладінової – вчителька Олена Стателова, а далі ліворуч – учениці Марица Шурбанова з Битоли; Олена Атанасова з с. Просечен, Драмско. В третьому ряду, зліва направо студенти: Марія Желязкова з с. Баня, Разложко; Панайотіца Апостолова з Ортакйої; Донка Велкова з Леріна; Василька Робева з Битоли; Поліксені Попгеоргієва з Охрида; Стоянка Тошева з Прилепу. Ліворуч слуга і гавазин з Дойрану.

У 1880 р. жіноча гімназія почалася з першого класу і вчителя. Насправді гімназія відкрита з відкрилася з єдиного підготовчого класу, а наступного року відкрився і перший клас. У тому ж 1881 р. жіночу гімназію назвали "Благовіщення". Донька Димитара Міладінова – Царевна Міладінова була запрошена  першим вчителем, будучи в той час учителем у Свіштові. Кузьман Шапкарьов був призначений головним вчителем жіночої гімназії. Спочатку період навчання становив 4 роки, з 1886 по 1887 – 5, з 1890 – 1891 – 6, а з 1907 – 1908 – 7 років. На початку 1881 - 1882 рр. було оголошено про відкриття другого класу в жіночій гімназії з округом для громад Македонії, причому висувалися наступні вимоги: щоб студенти були здоровими, зі свідоцтвом про успішність і мінімальним віком 14 років. У 1885-1886 у гімназії випускається перший клас, який складався з 6-ти дипломованих студенток, що закінчили IV класи. Викладацький склад був наступним: Царевна Міладінова, Євгенія Дімієва (двоюрідна сестра Стефана Стамболова), Олена Стателова, Камелія Сплітек і Анна Тряпчева. В гімназії функціонував пансіон, де протягом 1888-1889 навчального року знаходилося 66 студенток.

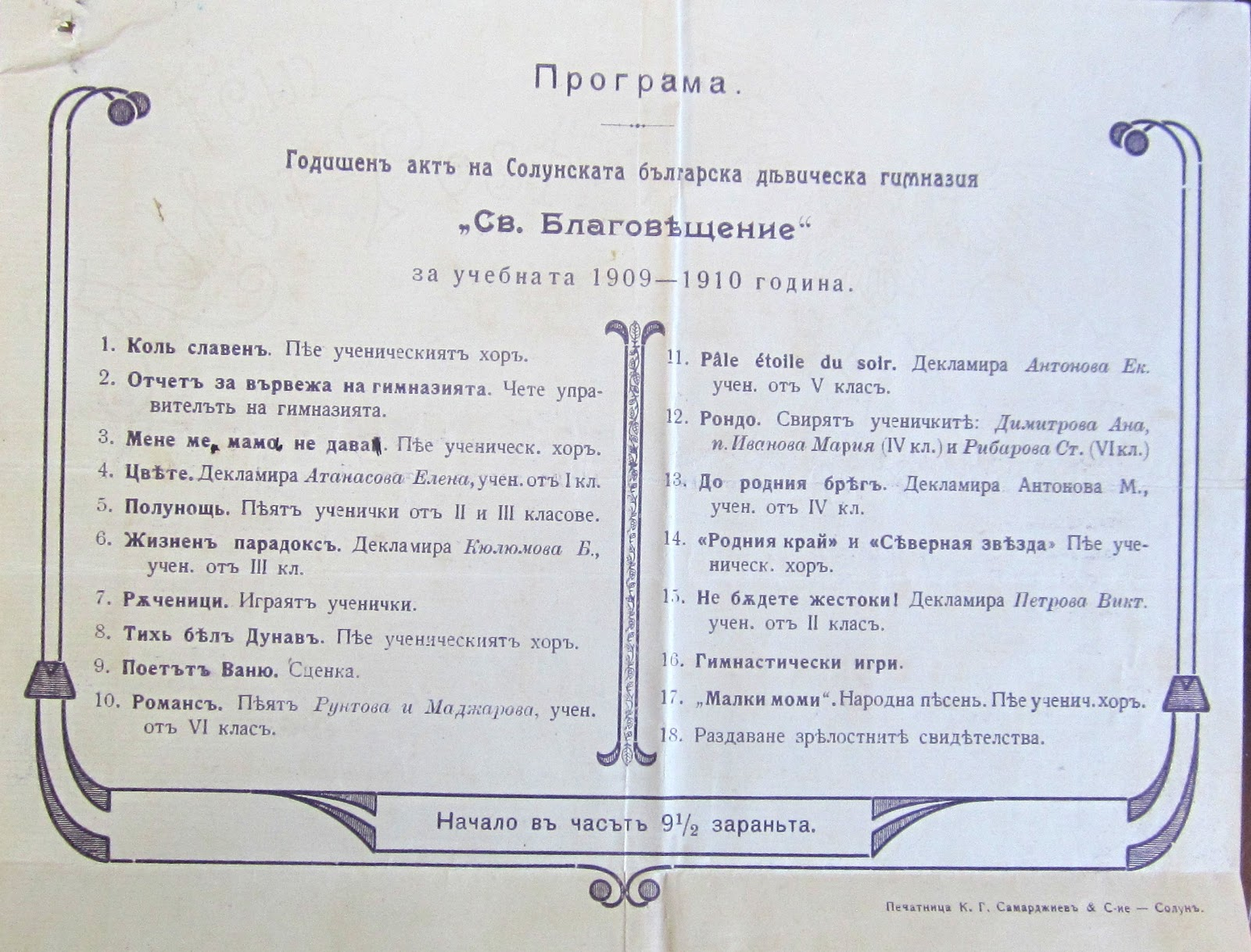
Щорічний акт Солунської болгарської жіночої гімназії за 1909 – 1910 рр.

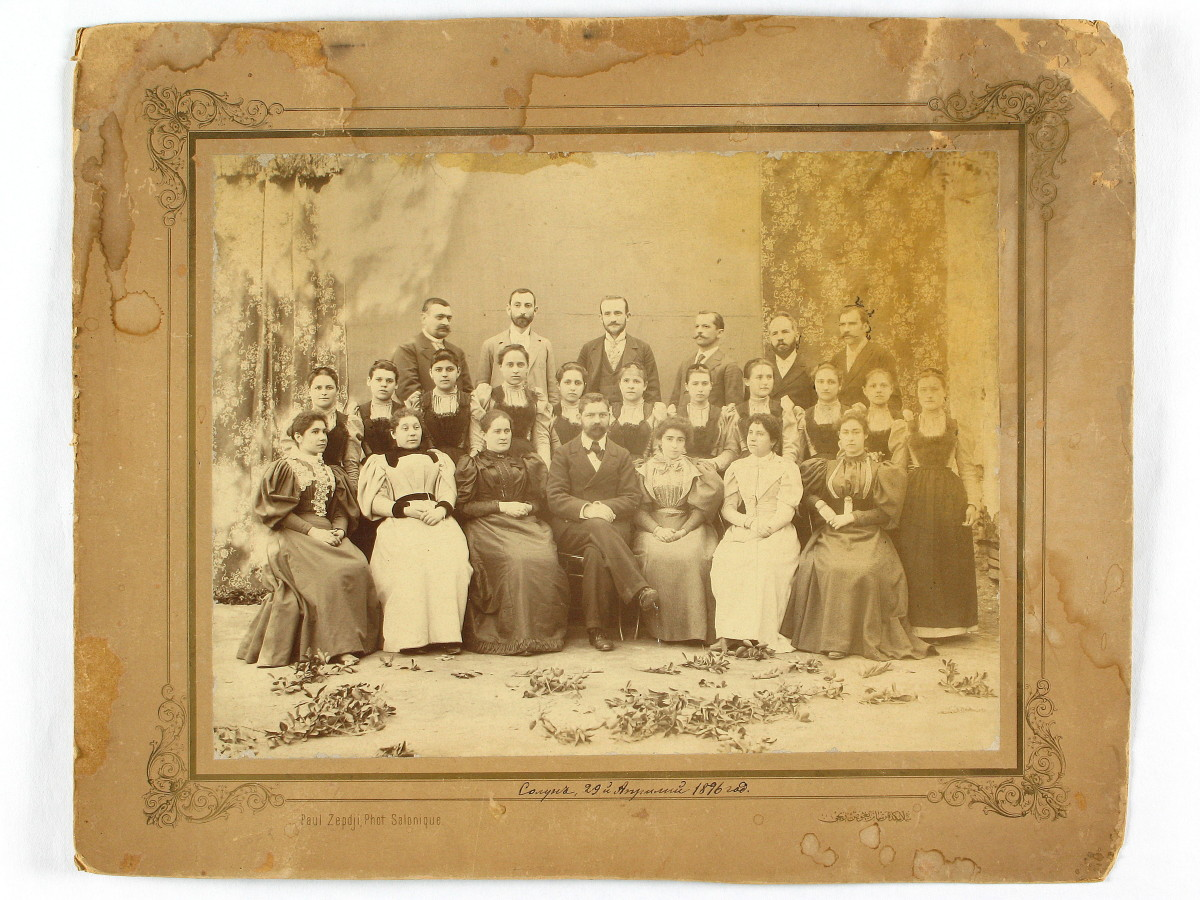
Перший гімназійний клас 1895-1896 рр. Викладачі: Георгій Пенев, Анастас Наумов, Бано Кушев, Атанас Бадев, Джером Буфеті, Олена Димитрова, Анна Кертева, Тима Ікономова, Майкл Сарафов, Захарія Шумлянська, Олена Палашева, Атіна Ніколова. Фото Пола Зепджи.

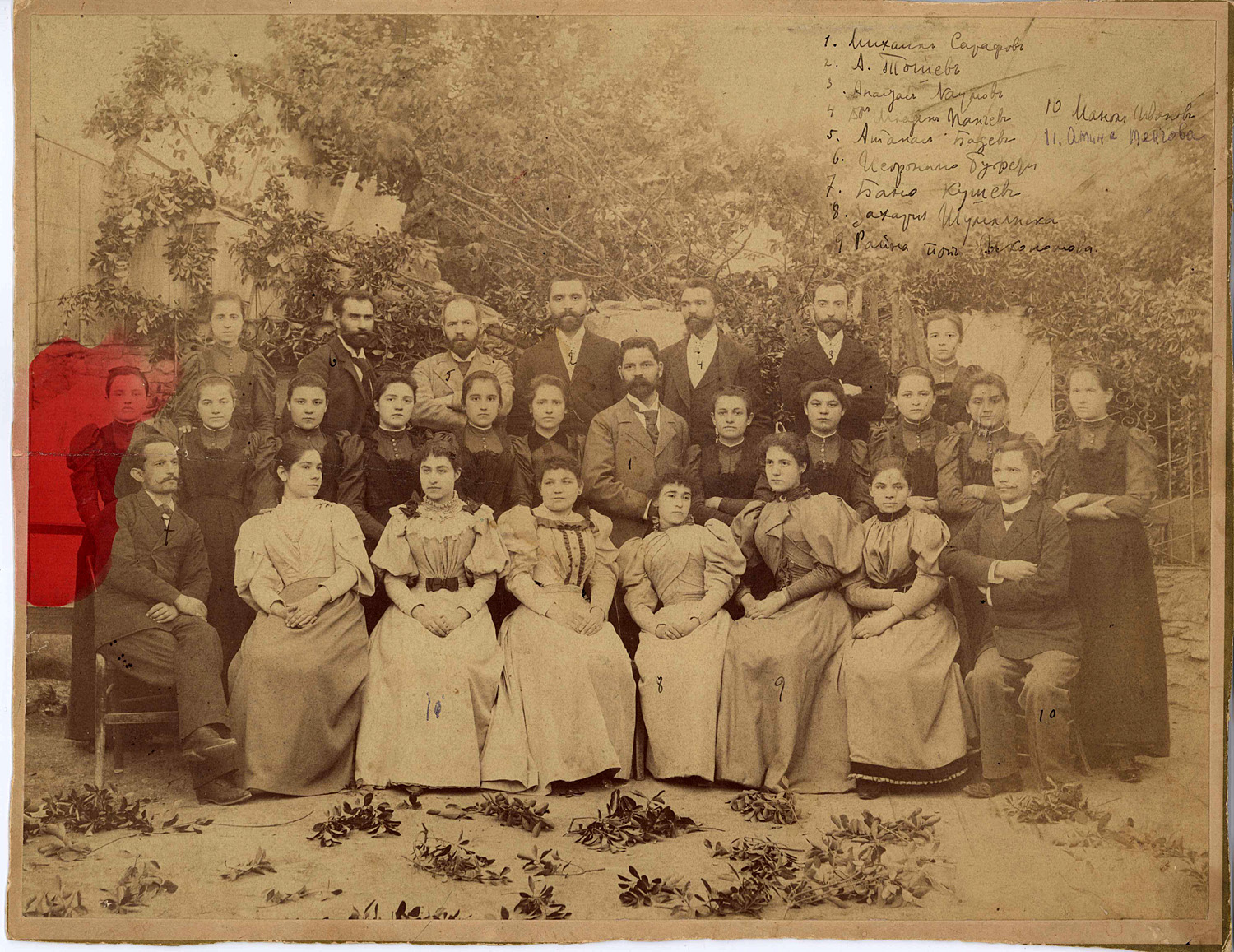
Викладацький склад Солунської болгарської жіночої гімназії: Михайло Сарафов, Андрей Тошев, Анастас Наумов, Младен Панчев, Атанас Бадев, Єронім Буфеті, Бано Кушев, Захарія Шумлянська, Райна Попікомонова, Манол Іванов, Атіна Тенчова

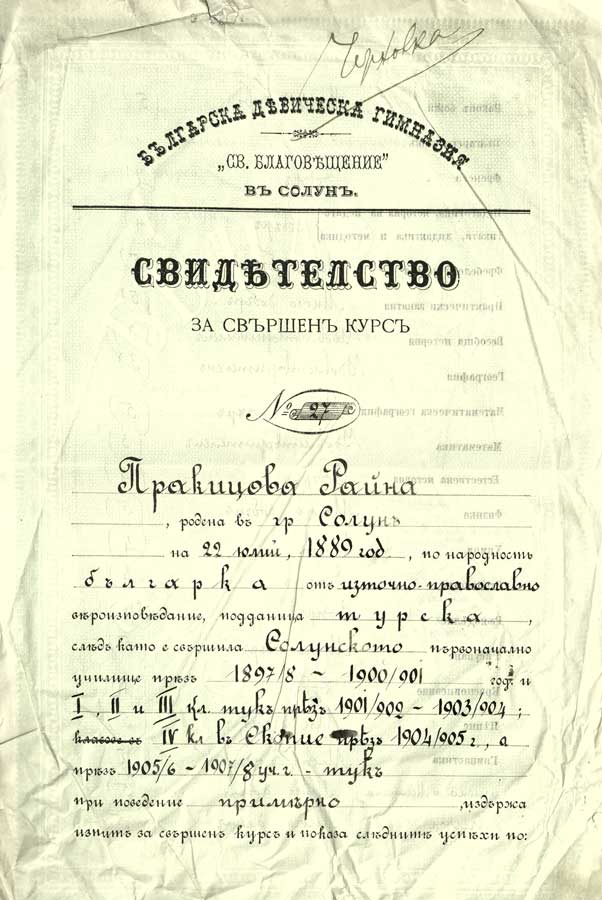
Свідчення Райни Пракіцової з Салоніків про закінчення Солунської болгарської жіночої гімназії в 1908

В гімназії працювали викладачки з Солунської болгарської чоловічої гімназії, а також Царевна Міладінова, Хр. Настєва, Е. Димитрова та ін. В гімназії викладали по тому ж учбовому плану, як і в чоловічій школі. З 1904 вона переїхала в окрему будівлю. В цьому була окрема заслуга Михайла Сарафова, що звернувся до Евлогі Георгієва і зумів переконати його купити і подарувати громаді Салоніків триповерхове і світле приміщення для чоловічої гімназії. З 1905 по 1906 рр. в гімназії викладали шиття одягу. Директорами гімназії в різні часи були: Ґеорґі Канділаров, Марін Пундев, Христо Батанджієв, Михайло Сарафов (1895 – 1896), Йордан Ніколов (1910 – 1911).
Гімназія до її закриття новою грецькою владою в 1913 р. підготувала 22 випуски загальною кількістю 647 випускниць. Згодом жіноча гімназія об'єдналася з чоловічою в навчальний заклад під назвою „Струмишка смесена гимназия“. Після 1913 вона послідовно переїхала до міст Струмиця, Штип та Петрич. У 1920 гімназія остаточно оселилася в місті Горна Джумая (нині Благоєвград) у Пірінській Македонії, Болгарії, де все ще існує під назвою Національна гуманітарна гімназія "Св. Св. Кирила і Мефодія".

## Директори
| Список директорів(-ок) Солунської жіночої гімназії | Список директорів(-ок) Солунської жіночої гімназії | Список директорів(-ок) Солунської жіночої гімназії |
| Ім'я                                               | Період                                             | Всього років                                       |
| -------------------------------------------------- | -------------------------------------------------- | -------------------------------------------------- |
| 1. Царевна Попалексієва                            | 1883-1884                                          | 1                                                  |
| 2. Ґеорґі Канділаров                               | 1884 - 1885                                        | 1                                                  |
| 3. Константин Стателов                             | 1885 - 1886                                        | 1                                                  |
| 4. Елізавета Кондратієва                           | 1886 - 1887 - 1888 - 1889                          | 3                                                  |
| 5. Христо Батанджієв                               | 1889 - 1890                                        | 1                                                  |
| 6. Марін Пундев                                    | 1890 - 1891 - 1893 - 1894                          | 4                                                  |
| 7. Йордан Хаджіпетров                              | 1894 - 1895                                        | 1                                                  |
| 8. Михайло Сарафов                                 | 1895-1896                                          | 1                                                  |
| 9. Анастас Наумов                                  | 1896 - 1897                                        | 1                                                  |
| 10. Георгі Пенев                                   | 1897-1988 і 1898-1899                              | 2                                                  |
| 11. Антон Попстоілов                               | 1899-1900 і 1900-1901                              | 2                                                  |
| 12. Благой Десковський                             | 1901 - 1902                                        | 1                                                  |
| 13. Тодор К. Танев                                 | 1902-1903 по 1909-1910                             | 8                                                  |
| 14. Йордан Ніколов                                 | 1910-1911                                          | 1                                                  |
| 15. Благой Калейчев                                | 1911-1912                                          | 1                                                  |
| 16. Йордан Бомболов                                | 1912-1913                                          | 1                                                  |